# Blank Expressions
Blank Expressions är den svenska gruppen Kameras tredje studioalbum, utgivet 2009 på skivbolaget The Unit Music Company.

## Låtlista
1. "Asleep" – 4:29
2. "Misfortune Strikes Again" – 3:45
3. "Dead Man Walking" – 4:22
4. "Just a Minute" – 3:38
5. "Miserable" – 4:29
6. "Friday Night" – 3:18
7. "The City" – 4:44
8. "Keep Me Alive" – 4:17
9. "Repeat" – 3:59
10. "Live to Pretend" – 5:12